# Поберовский, Степан Анатольевич
Степа́н Анато́льевич Поберо́вский (29 декабря 1966, Ленинград — 3 апреля 2010, Санкт-Петербург), известен также под псевдонимом Светоза́р Черно́в Архивная копия от 16 мая 2011 на Wayback Machine — русский историк, писатель, холмсовед, рипперолог, исследователь быта Викторианской Англии.
Большая часть произведений (как художественных, так и исторических) написана в соавторстве с Артемием Владимировым Архивная копия от 16 мая 2011 на Wayback Machine. Автор ряда публикаций по истории Русской Америки и о попытках присоединения Россией части Гавайских островов. С 1986 года работал на Ленинградской студии документальных фильмов. Был научным консультантом нескольких исторических фильмов, в том числе документального фильма «Великая княгиня Елизавета Федоровна» (1991-93). Участвовал в качестве консультанта в комиссии по канонизации при Московской патриархии.
В 2008 году принял активное участие в составлении номера журнала «Иностранная литература», посвящённого Артуру Конан Дойлу, а также (как автор и консультант) в сборнике викторианского детектива «Не только Холмс. Детектив времён Конан Дойла» издательства «Иностранка». Автор книги «Бейкер-стрит и окрестности», посвящённой вещному миру Шерлока Холмса, в которой с максимальной подробностью показал быт викторианской Англии в конце XIX века.
Является также автором и соавтором нескольких художественных произведений (исторический роман Три короба правды или дочь уксусника, фэнтези Руны и др).
Являлся активным участником ЖЖ, где периодически публиковал статьи по быту викторианской эпохи и другим историческим темам.
Степан Поберовский скончался 3 апреля 2010 года от последствий инсульта.. Похоронен в Петергофе.

## Список основных публикаций
- Чернов С. Бейкер-стрит и окрестности.- М.:Форум, 2007, 2012, 2015
- Чернов С. Адам Уорт: прототип профессора Мориарти.//Иностранная литература, № 1, 2008
- Чернов. С. Хрустальный Дворец (1851—1936).-СПб.,2006
- Поберовский С. Очерк истории Православия в Америке (1794—1867)// Православная жизнь, № 4-6, 1994
- Poberowsky S. Nikolay Vasiliev: The Ripper from Russia//Ripperologist, № 50, November 2003
- Poberowsky S.Pedachenko Revisited //Ripperologist, №. 58, March 2005
- Poberowsky S. The Long Arm of the Ochrana//Ripperologist, No. 26, December 1999